# Zhelaizhai
Zhelaizhai (cinese 者來寨) (pinyin Zhěláizhài) è un villaggio situato nei pressi del Gobi. Fa parte della contea Yongchang (永昌縣-Yŏngchāng xiàn), della prefettura di Jinchang (金昌市-Jīnchāng shì) e della provincia di Gansu (甘肅省-Gānsù shěng).

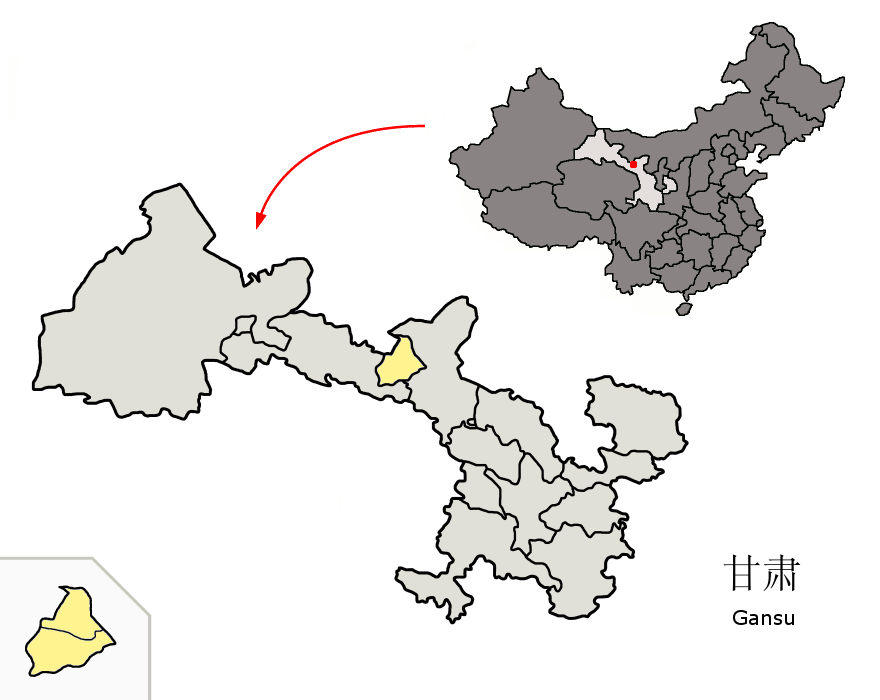
Posizione della prefettura Jinchang (giallo) nei pressi della provincia di Gansu

## Storia
Zhelaizhai si trova nel corridoio di Hexi. Entrò a far parte del territorio cinese solo nel II secolo a.C. sotto la dinastia degli Han Occidentali. Infatti fino al I secolo a.C. era appartenuta alla contea di Fahne (番和縣) (Fānhé xiàn) e alla prefettura di Zhangye (張掖郡) (Zhāngyè jùn).
Nel 37 d.C. il generale Chen Tang (陳湯) (Chén Tāng) della dinastia degli Han Occidentali attaccò gli Xiongnu e portò in Cina molti prigionieri di guerra. A questi prigionieri venne assegnata della terra per abitarvi. La zona in cui i prigionieri si insediarono fu chiamata Liqian ed è qui che oggi si trova Zhelaizhai.
Liqian venne resa autonoma da Fahne e ricevette lo status di contea autonoma durante la dinastia degli Han Occidentali. Nei documenti storici gli abitanti di Liqian sono chiamati Liqian Rong (驪靬戎) (Líqián Róng) o Lushui Hu (盧水胡) (Lúshŭi Hú). Diversi stati fondati da Cinesi di gruppi etnici diversi dagli Han controllarono Liqian durante il periodo dei Sedici regni. Anche Lushui Hu governò uno di questi stati, il regno degli Liang Settentrionali, dal 401 d.C. al 439 d.C. Gli Wei settentrionali conquistarono gli Liang Settentrionali. Negli anni successivi Liqian venne governata dagli Wei Settentrionali, dagli Wei Occidentali, dagli Zhou Settentrionali e infine dalla dinastia Sui che riunificò la Cina nel 589. La contea di Liqian venne nuovamente unita a quella di Fahne intorno al 592.

## Teoria romana
I risultati di uno studio internazionale intitolato «Gli antichi romani arrivarono in Cina prima di Marco Polo» mette in luce come molto prima che Marco Polo mettesse piede in Catai, o che la mitica Via della Seta venisse aperta, i Romani erano già in Cina, a fondare una colonia sul limitare del deserto dei Gobi. 
Questa ipotesi è stata proposta da alcuni studiosi, ma non tutti gli esperti mondiali in fatto di storia sono concordi, dato che non ci sono ancora prove certe, ma sulla base della rilettura di antichi documenti del V secolo d.C. e della scoperta di nuovi reperti, è emerso che vicino al villaggio di Zhelaizhai, nella provincia del Gansu, sorgeva una città chiamata Liqian. Un nome usato a quei tempi in Cina per indicare l'Impero romano. Secondo lo storico locale Guang Heng solo due città cinesi portano il nome dato dagli stranieri. Zhelaizhai, soprattutto agli inizi del I millennio d.C., non era destinazione raggiungibile agilmente e in breve tempo da Roma, tanto più che per raggiungerla, a quei tempi, si doveva passare attraverso l'impero dei Parti (l'attuale Iran e Iraq), nemico di Roma. Lo studioso statunitense Homer Hasenpflug Dubs, che già nel 1955 aveva avanzato l'ipotesi dell'esistenza di una città romana nella Cina antica, sostiene che i coloni fondatori non erano altro che legionari alle dipendenze di Crasso, che nel 53 a.C. avviò una campagna contro i Parti. Fatti prigionieri e poi in seguito fuggiti, questi avrebbero gettato le fondamenta di una città - descritta in un libro della dinastia cinese degli Han e adesso analizzato da lui in dettaglio - circondata da una doppia palizzata in legno. Una struttura che all'epoca veniva costruita solo dai Romani. Hueng ribadisce la presenza a Zhelaizai di una popolazione di origine non cinese (capelli castani e occhi chiari). Questa rilettura dei testi antichi verrebbe confermata anche dal ritrovamento locale di vasi di terracotta con disegni di soldati schierati «a testuggine», che era una formazione tipica da battaglia degli antichi legionari romani. 